# Cheshire County
För det engelska countyt se Cheshire.
Cheshire County är ett administrativt område i delstaten New Hampshire, USA. Cheshire är ett av tio countyn i delstaten och ligger i den sydvästligaste delen av New Hampshire. Den administrativa huvudorten (county seat) är Keene. År 2010 hade Cheshire County 77 117 invånare vilket är cirka 5,7 procent av delstatens befolkning. 

## Geografi
Enligt United States Census Bureau så har Cheshire County en total area på 1 888 km². 1 832 km² av den arean är land och 56 km² är vatten. 

### Angränsande countyn
- Sullivan County norr
- Hillsborough County öst
- Worcester County, Massachusetts sydöst
- Franklin County, Massachusetts sydväst
- Windham County, Vermont väst

### Kommuner
Det finns 22 kommuner av typen town och en stad (city) i Cheshire County.
| - Alstead - Chesterfield - Dublin - Fitzwilliam - Gilsum - Harrisville - Hinsdale - Jaffrey - Keene | - Marlborough - Marlow - Nelson - Richmond - Rindge - Roxbury - Stoddard - Sullivan - Surry | - Swanzey - Troy - Walpole - Westmoreland - Winchester |

Keene är den enda kommunen av typen city i Cheshire County.